# Katja Wächter
Katja Wächter (* 28. Januar 1982 in Leipzig) ist eine deutsche Florettfechterin und mehrfache deutsche Meisterin.

## Leben
Katja Wächter begann 1990 mit dem Fechten. Bis 1997 wurde sie von Horst Lessig, danach von Lajos Somodi und mittlerweile von Ingo Weißenborn trainiert. Die Würzburgerin studiert Germanistik an der Julius-Maximilians-Universität Würzburg und startet für den Fecht-Club Tauberbischofsheim.

## Erfolge
2005, 2007 und 2009 wurde sie Deutsche Einzelmeisterin, 2006, 2007, 2008, 2009, 2011, 2012 und 2014 Mannschaftsmeisterin.
International war Wächters erster größerer Erfolg ein fünfter Rang bei den Juniorenweltmeisterschaften 2002 in Antalya. Dieselbe Platzierung erreichte sie auch 2006 und 2007 mit der deutschen Mannschaft bei den Europameisterschaften in Izmir und Gent. Im Einzel belegte sie jeweils Rang 18. Erstmals an Weltmeisterschaften nahm sie 2005 in Leipzig teil und erreichte Platz 26 im Einzel und Rang neun mit der Mannschaft. Im Jahr darauf in Turin wurde Wächter 21. im Einzel und 13. mit der Mannschaft. 2007 wurde sie 36. in St. Petersburg.
Bei den Olympischen Spielen 2008 in Peking erreichte sie als beste Deutsche das Viertelfinale, wo sie gegen die Italienerin Giovanna Trillini ausschied. 2009 erreichte sie bei den Fechteuropameisterschaften in Plowdiw das Finale, unterlag dort aber Valentina Vezzali. 2009 gewann sie bei den Weltmeisterschaften in Antalya mit der Mannschaft Bronze.
Im Jahr 2010 errang sie mit der Mannschaft bei den Europameisterschaften in Leipzig Silber, bei den Europameisterschaften 2011 in Sheffield Bronze.